# Gare de Nyland
La gare de Nyland est une halte ferroviaire de la ligne Hovedbanen.

## Situation ferroviaire
La halte ferroviaire se situe à 9,3 km de la gare centrale d'Oslo et à 127 mètres d'altitude.

## Histoire
Un premier arrêt fut construit en 1942 mais fut déménagé 400 mètres plus à l'est en juillet 1961.

## Service des voyageurs

### Accueil
La halte est équipée pour l'accueil des personnes à mobilité réduite et possède une rampe d'accès. La halte est équipée d'aubettes.

### Desserte
La halte est desservie par la ligne locale L1 reliant Spikkestad à Lillestrøm.

### Intermodalités
À proximité de la halte, se situe un arrêt de bus au même nom que la gare : Nyland stasjon. Celui-ci est desservi par plusieurs lignes de bus dont une ligne reliant Oslo à l'aéroport de Gardemoen.